# Ловачов Сергій Володимирович
Сергій Володимирович Ловачов (рос. Сергей Владимирович Ловачёв; нар. 18 березня 1959) — радянський та узбецький легкоатлет, який спеціалізувався в бігу на короткі дистанції.
На змаганнях всередині СРСР представляв Узбецьку РСР.

## Спортивні досягнення
Чемпіон світу з естафетного бігу 4×400 метрів (1983).
Чемпіон Європи в приміщенні з бігу на 400 метрів (1984).
Бронзовий призер чемпіонату СРСР з бігу на 400 метрів (1983) у програмі Спартакіади народів СРСР.
Тричі срібний (1979, 1983, 1984) та двічі бронзовий (1980, 1982) призер чемпіонатів СРСР в приміщенні з бігу на 400 метрів.
Рекордсмен СРСР з естафетного бігу 4×400 метрів — 3.00,16 (1984).
Рекордсмен Узбекістану з бігу на 400 метрів (45,37; 1984) та з естафетного бігу 4×400 метрів (3.05,20; 1983).
Рекордсмен Узбекістану в приміщенні з бігу на 400 метрів — 46,72 (1984).

## Визнання
- Заслужений майстер спорту СРСР (1983)